# モンセラーテの丘
モンセラーテの丘（Monserrate）は、コロンビアの首都ボゴタ市街地の東にある山。海抜3,152 mの高山だが、ボゴタ市街地が海抜2,600 mにあるため地元では「丘」と認識されている。山頂にカトリック教会があり巡礼のため訪問する者や観光客で賑わう。ケーブルカーやロープウェイなどの乗り物が整備されているため、気軽に登れる山である。登山道を歩いても2時間程である。

## 歴史
スペイン人の到来以前、ムイスカ人の文化では神聖な山として崇拝されていた。ボゴタ大聖堂（1539年設立）から見ると夏至の日の出が山頂と重なるため、カトリックの聖職者たちも神聖な山として崇めるようになった。僧侶が山頂に十字架とキリスト像を建てると、巡礼者が訪れるようになった。山は「モンセラーテ」と名付けられた。キリスト教の聖地であるスペインのカタルーニャ州、モンセラート山に因んでいる。

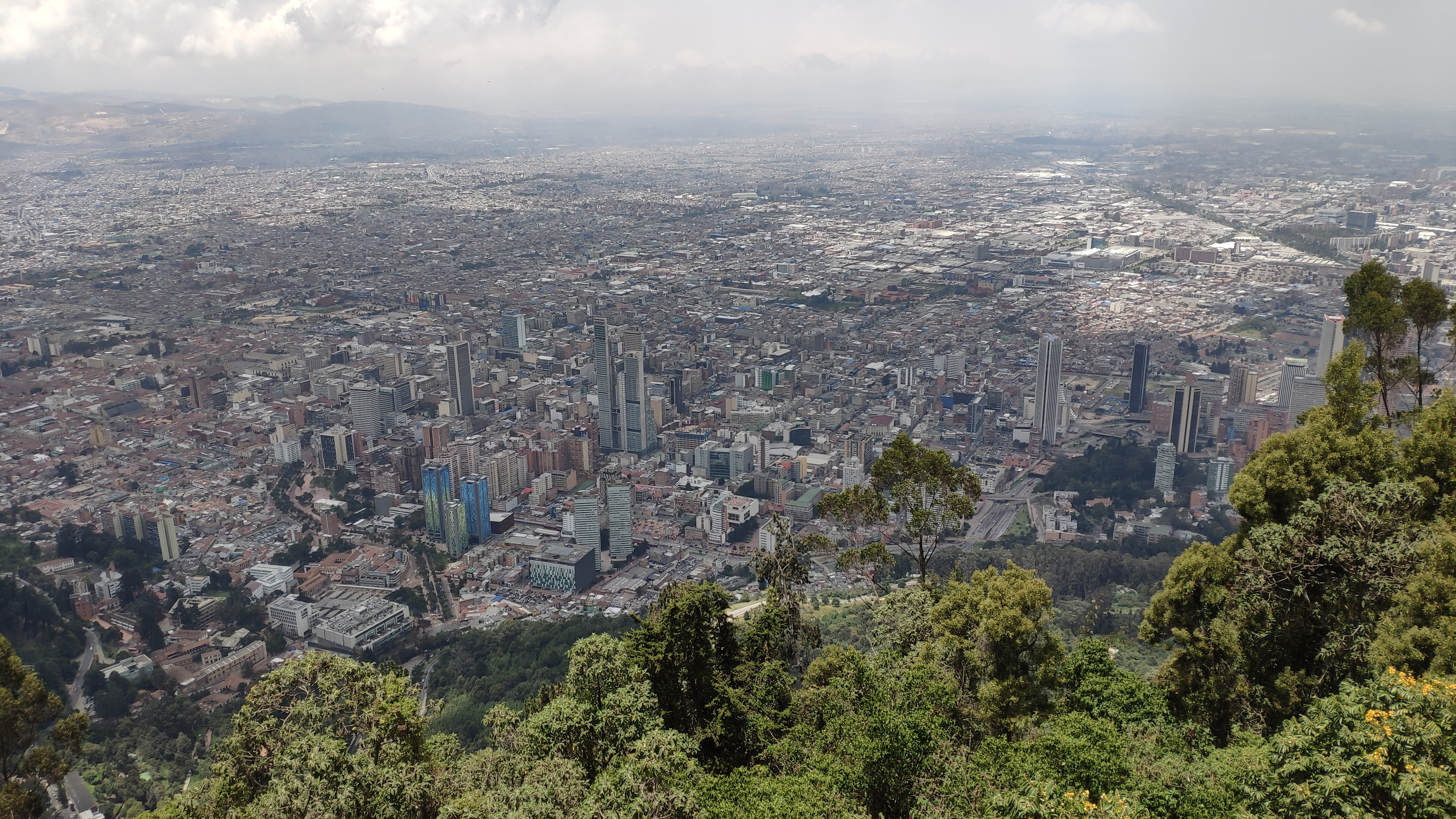
ボゴタの景観
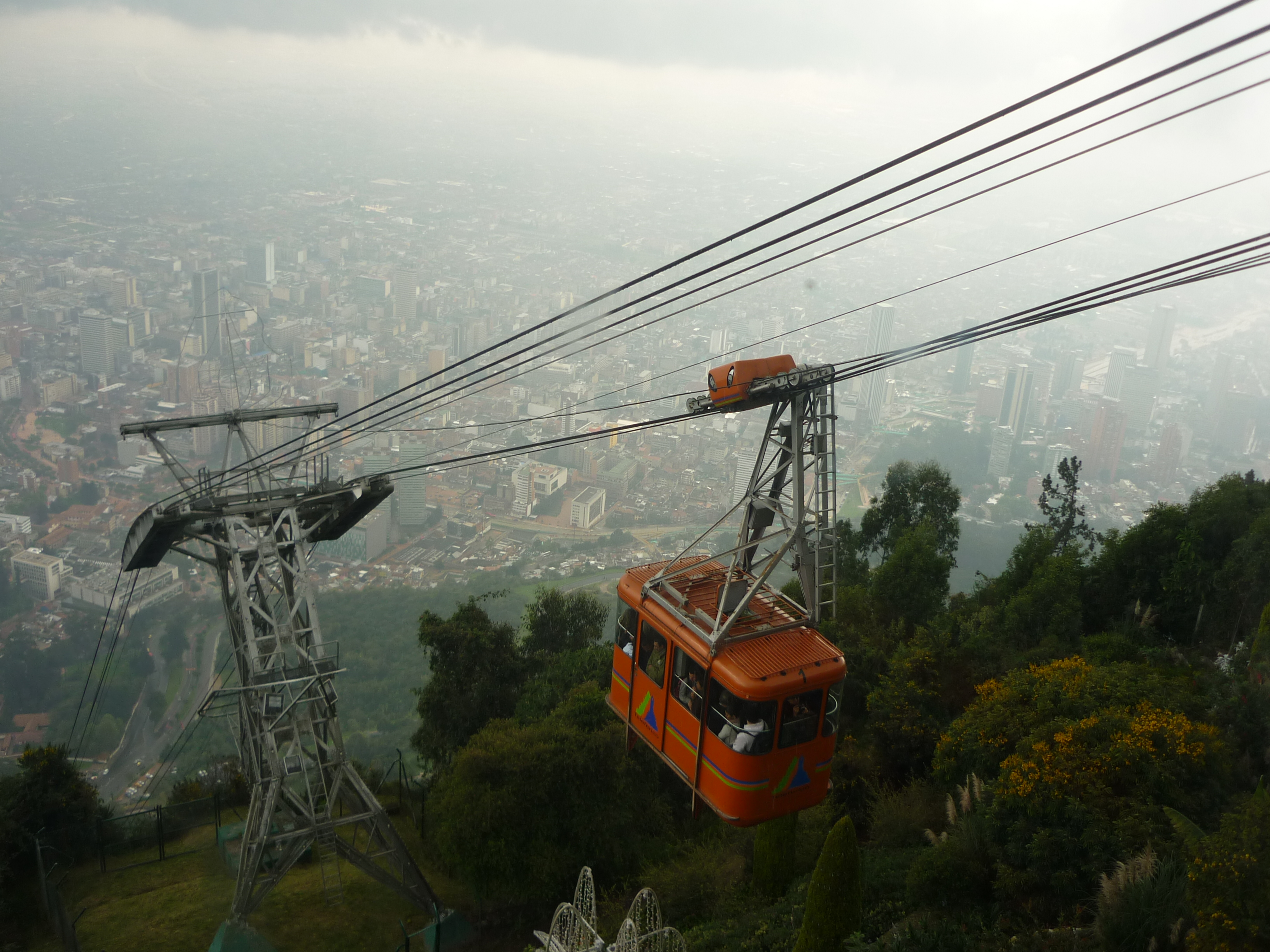
ロープウェイ
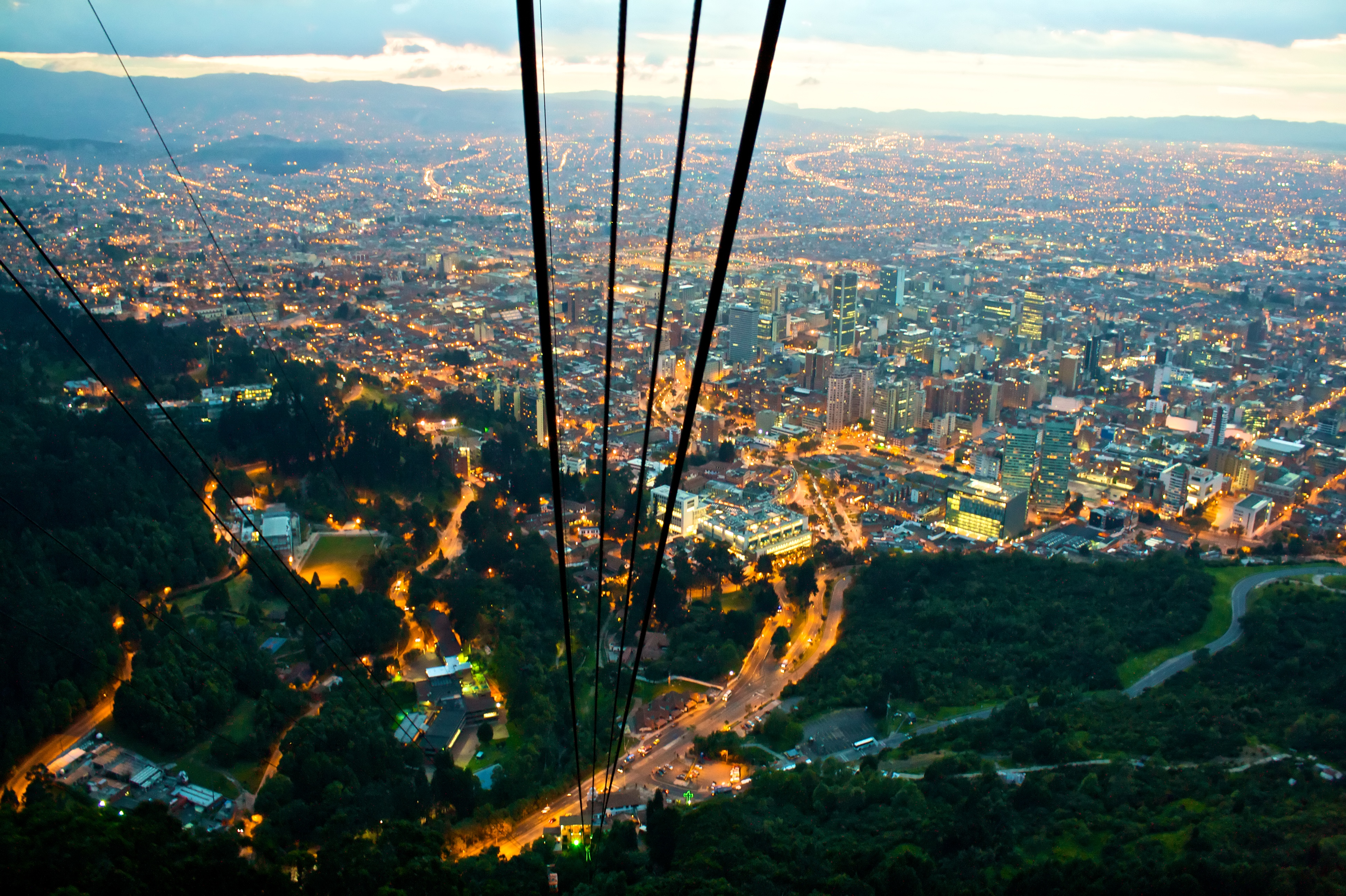
夜景